# Plaza Eduardo Pérez Gamboa
La plaza Eduardo Pérez Gamboa ubicada en una de las zonas más transitadas del distrito de Coronel Gregorio Albarracín Lanchipa (Tacna) constituye uno de los puntos de mayor movimiento poblacional y comercial del distrito.

## Historia
En los albores de la década del 90 aumentaron las peticiones de las organizaciones poblacionales de solicitar la distritalización de Nueva Tacna, por ello para aquel entonces la plaza ya estaba construida, pero con un acabado diferente a como el actual.
Para el 2 de febrero de 2001, el gobierno aprobó la Ley N.º 27415, creando políticamente el distrito número 26 de Tacna: Coronel Gregorio Albarracín Lanchipa, poniendo en jurisdicción suya los centros poblacionales y dicha plaza.

### Eduardo Pérez Gamboa
Nació el 27 de noviembre de 1912 en Tacna. Fue un compositor musical, filántropo, presidente de la Sociedad de Artesanos y Auxilios Mutuos El Porvenir de Tacna (de 1946 a 1949). Ha sido comandante de la Compañía de Bomberos Tacna N.º 1. Falleció el 10 de febrero de 1952 al tratar de rescatar a su esposa en el balneario Las Lagunas de Tacna. Sus restos mortales descansan en el mausoleo de la Sociedad de Artesanos “El Porvenir” de Tacna, junto a su esposa.
Es autor de la música de la polka «Tacna hermosa», cuya letra pertenece a Omar Zilbert Salas; autor del vals “Mimos y caricias de mujer”; de la marcha Himno al 28 de agosto, Himno al club Alianza, Himno al club Victoria, Himno al Colegio Francisco Antonio de Zela, etc. Sus melodías son populares y son interpretadas por diversos grupos generacionales.

## Descripción
Es una abierta plaza entre árboles, buganvillas y una gran fuente, es la plaza más transcurrida por el sector poblacional, lo que genera movimiento comercial de comida y a su vez puestos de cevicherías, restaurantes, etc.

### Topiario de Arco Parabólico
El 5 de mayo de 2017 en dicha plaza se inauguró un topario correspondiente al Arco Parabólico, con fin de embellecer la plaza y fomentar el turismo del Distrito, dicha Topiario tiene una dimensión de 5 metros de Altura y 3.50 metros de Ancho, su estructura ha sido elaborada con material reciclable y con plantas ornamentales (sanguinaria roja y romero) este topiario está acompañado con dos cántaros y flores.

### Busto de Pérez Gamboa
Es una busto de bronce de Eduardo Pérez Gamboa «Compositor Tacneño» está ubicada en el centro de la Plaza junto con el asta para el izamiento de la Bandera y rodeado entre árboles y buganvillas.

## Actualidad
Su comercio así como la plaza atrae a varios otros residentes de la ciudad, debido a eso es lugar para mucho eventos tales como El Aniversario del Distrito, Decoraciones Navideñas, Ferias Laborales y Universitarias, etc y actividades socioculturales a cargo de la Municipalidad del Distrito.
Cuando ocurrió el desastre de los Huaycos en Mirave y los sectores de la sierra en Tacna en febrero de 2019, la Plaza Pérez Gamboa se convirtió en uno de los puntos de acopio de víveres y ayuda a los damnificados a cargo del Gobierno Regional de Tacna.